# Langnau am Albis
Langnau am Albis é uma comuna da Suíça, no Cantão Zurique, com cerca de 6.780 habitantes. Estende-se por uma área de 8,66 km², de densidade populacional de 783 hab/km². Confina com as seguintes comunas: Adliswil, Aeugst am Albis, Hausen am Albis, Horgen, Rüschlikon, Stallikon, Thalwil.
A língua oficial nesta comuna é o Alemão.